# Nassau-Oranischer Amtshof (Wehrheim)

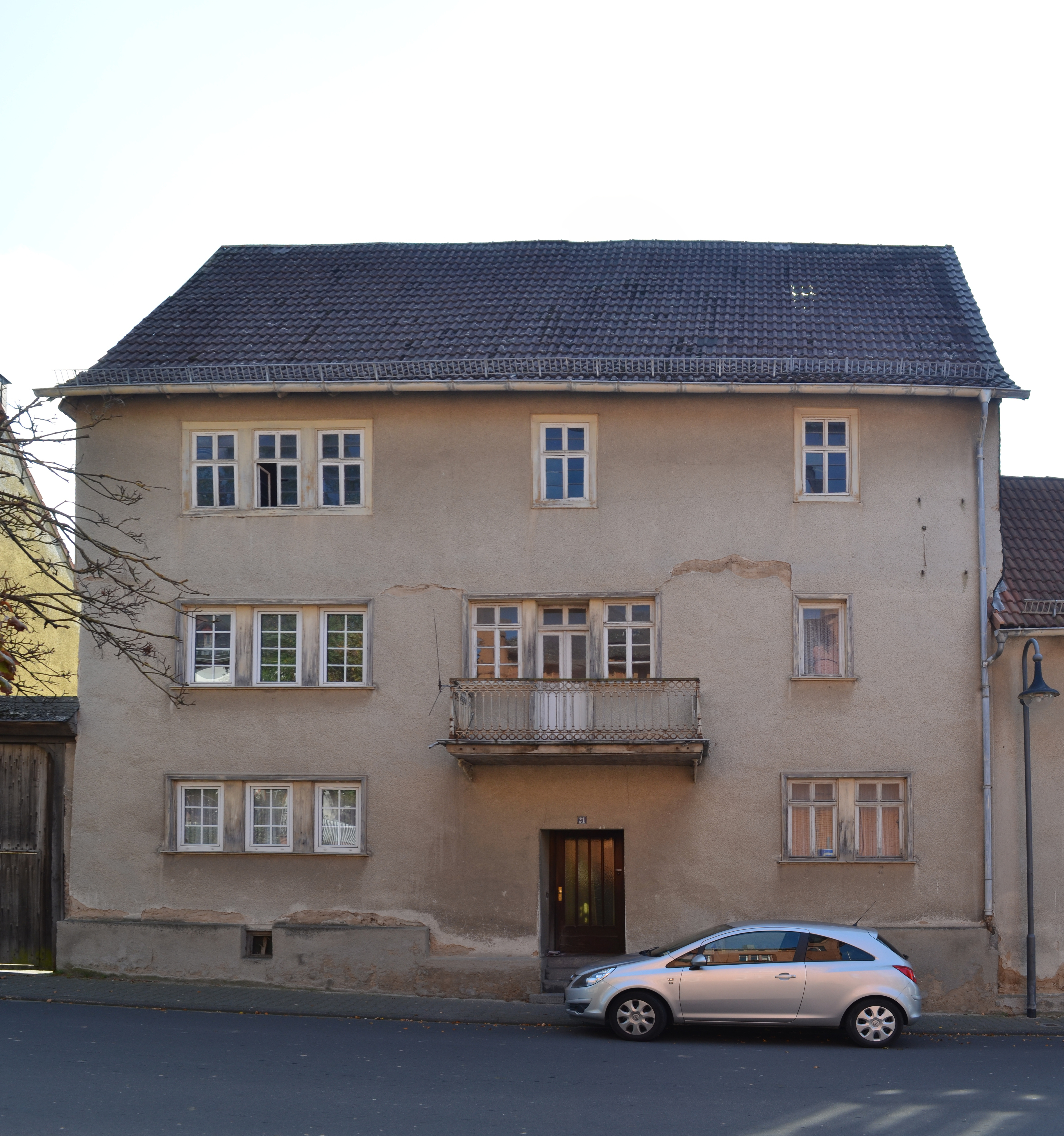
Nassau-Oranischer Amtshof

Das Anwesen Hauptstraße 21 in Wehrheim war ursprünglich der Nassau-Oranische Amtshof. Es steht als Kulturdenkmal unter Denkmalschutz.
Das Amt Wehrheim war im HRR zweiherrisch gewesen. Landesherren waren einerseits das katholische Kurtrier und das protestantische Nassau-Dillenburg, später Oranien. Insbesondere der konfessionelle Unterschied führte dazu, dass beide Parteien ihre Rechte mit Nachdruck verteidigten. Es gab daher eine katholische und eine evangelische Kirche, einen kurtrierschen und einen nassauischen Amtmann und entsprechend einen kurtrierschen und einen nassauischen Amthof.
Der Nassau-Oranische Amthof wurde im Jahr 1711 unter dem (nassauischen) Amtmann Johann Thomas Thomae direkt gegenüber der (evangelischen) Kirche erbaut. Es handelt sich um ein dreigeschossiges verputztes Gebäude mit einer dreiachsigen Fassade und einem Satteldach. Im 19. Jahrhundert wurde mittig ein gusseiserner Balkon angebracht.